# Hamidou Yagho
Hamidou Yagho est un boxeur burkinabé.

## Carrière
En raison du boycott africain des Jeux olympiques d'été de 1976 à Montréal, Hamidou Yagho doit déclarer forfait alors qu'il devait affronter au premier tour dans la catégorie des poids super-légers le Kényan Philip Mathenge. 
Il est ensuite médaillé de bronze dans la catégorie des poids welters aux championnats d'Afrique de boxe amateur 1979 à Benghazi.